# Únehle

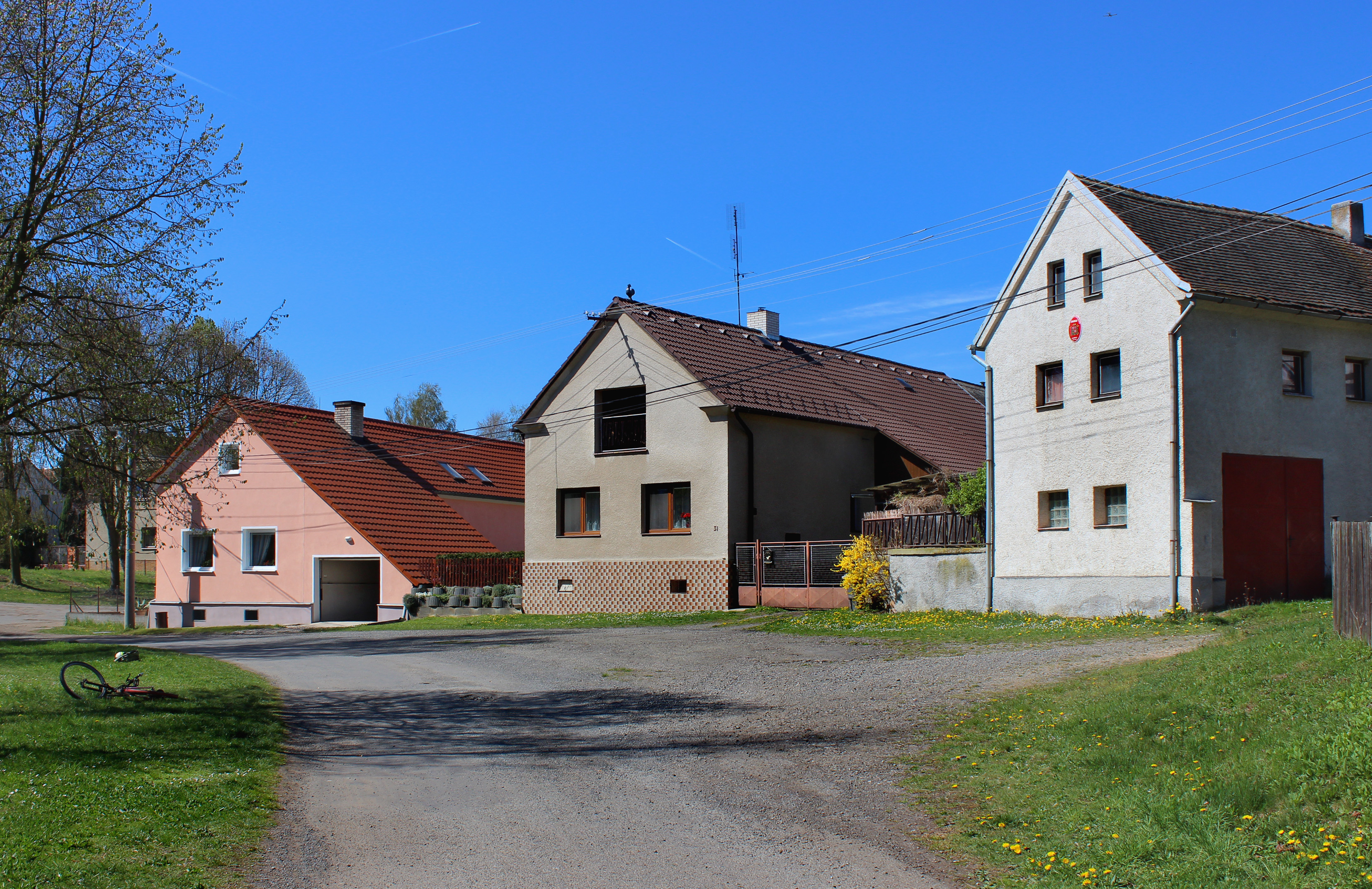
Der Dorfplatz

Únehle (deutsch Unola, auch Unolla) ist eine Gemeinde mit 138 Einwohnern (Stand: 1. Januar 2023)  in Tschechien. Sie liegt 5 km nordöstlich von Stříbro in einer Höhe von 449 m ü. M.

## Geschichte
Die erste Erwähnung des Ortes stammt aus dem Jahre 1115, zu dieser Zeit gehörte das Dorf zum Kloster Kladrau. Im Jahre 1232 ging es in den Besitz des Stiftes Tepl über. Seit 1390 zählt Unola zu den Dörfern der königlichen Stadt Mies und ging später an die Herrschaft Trpísty-Třebel über, in deren Besitz es bis zur Aufhebung der Patrimonialherrschaften verblieb. Gepfarrt war Unola nach Welperschitz. 
Nach dem Münchner Abkommen wurde der Ort dem Deutschen Reich zugeschlagen und gehörte bis 1945 zum Landkreis Mies. 1939 lebten in Unola 280 Menschen. 
Zwischen 1960 und 1980 erfolgte eine Eingemeindung nach Kšice und vom 1. Juli 1980 bis 24. November 1990 war Únehle ein Ortsteil von Erpužice.
Únehle wurde um einen Dorfplatz und Teich angelegt. Der Ort besitzt eine Kapelle, die sich nahe dem Teich im Hinterdorf befindet.